# Hermann Bohne
Hermann Bohne (Tromsø, 22 de setembre de 1890 – Tromsø, 5 de gener de 1949) va ser un gimnasta noruec que va competir a principis del segle xx.
El 1908 va prendre part en els Jocs Olímpics de Londres, on va guanyar la medalla de plata en la prova del concurs complet per equips, com a membre de l'equip noruec.